# King Cotton

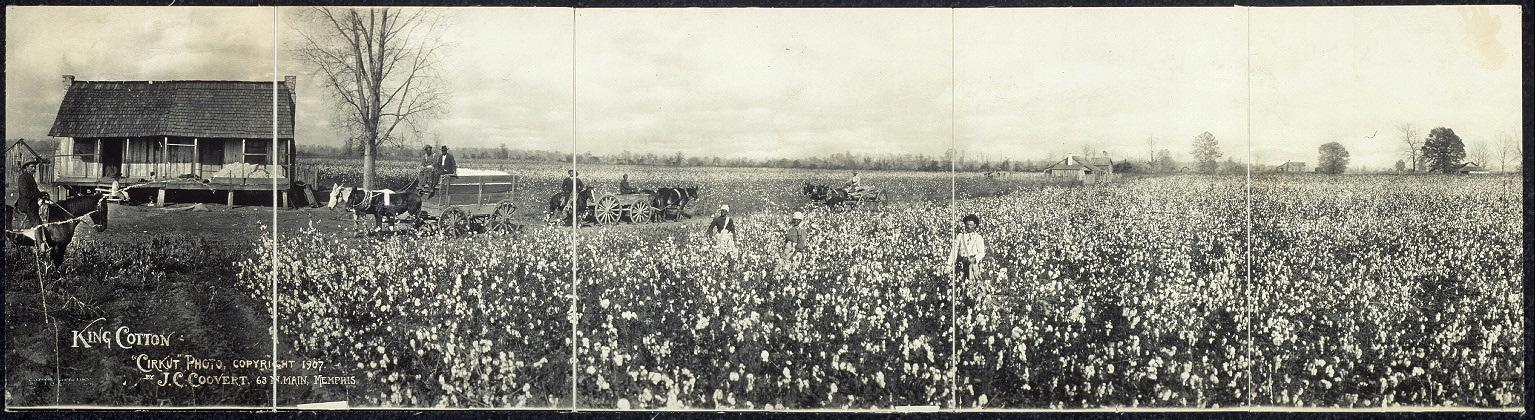
Fotografia panoramica di una piantagione di cotone nel 1907, con la dicitura "King Cotton"

"King Cotton" (letteralmente "re cotone") era uno slogan che riassumeva la strategia utilizzata prima della guerra di secessione americana (1861–1865) dai pro-secessionisti degli stati del sud (i futuri stati della Confederazione) per giustificare la loro secessione e dar prova che non vi era nulla da temere in una guerra con gli stati nordisti. La teoria si basava sul controllo pressoché totale delle esportazioni di cotone che avevano gli stati confederati del sud, i quali proprio sul cotone basavano la loro ricchezza economica. Da essi dipendeva l'industria della tessitura della Nuova Inghilterra e, soprattutto, quella del Regno Unito e della Francia, nazioni che gli stati secessionisti pensavano di "ricattare" ottenendo forzosamente il loro appoggio nella guerra civile americana. Lo slogan, fu uno dei motori trainanti della mobilitazione del supporto popolare alla secessione: dal febbraio del 1861, i sette stati le cui economie erano basate sulle piantagioni di cotone avevano ormai abbandonato gli Stati Uniti per costituire la Confederazione degli stati del sud. Nel frattempo, gli altri otto stati schiavisti, che poco avevano a che vedere con la produzione del cotone, decisero di rimanere con l'Unione.
Per dimostrare la potenza del King Cotton, i mercanti degli stati del sud spontaneamente si rifiutarono di esportare cotone a partire dai primi mesi del 1861; non fu una decisione governativa. Dall'estate del 1861, la marina statunitense bloccò i principali porti confederati le cui entrate scesero del 95%. Dal momento che i mulini inglesi avevano delle forti scorte di cotone, questo embargo commerciale ebbe un impatto minore all'inizio in Inghilterra.
Ad ogni modo, gli inglesi non reagirono alla strategia del King Cotton e non intervennero mai nella protesta. Per la Gran Bretagna intervenire voleva dire entrare nel merito della guerra tra nordisti e sudisti e scendere a patti con gli stati della Confederazione avrebbe voluto dire mettere fine alle importazioni di grano che copiose arrivavano periodicamente dall'America settentrionale: circa un quarto dei rifornimenti di cibo all'Inghilterra giungevano dagli Stati Uniti, e la marina americana era in grado di compromettere pesantemente il commercio inglese nell'area. Sull'altro fronte, la Gran Bretagna aveva già abolito la schiavitù, ed il pubblico non poteva tollerare un governo a supporto degli ideali dello schiavismo.
Di conseguenza, la strategia si dimostrò un fallimento per la Confederazione dal momento che non portò prosperità ai confederati ma, anzi, aumentò la loro crisi. Essa, inoltre, contribuì a diffondere l'idea che la guerra potesse essere vinta solo grazie all'intervento di stati europei se la Confederazione avesse tenuto a sufficienza.

## Storia
Gli Stati Uniti meridionali erano noti per il clima torrido, il suolo ricco e i lunghi fiumi nelle vallate, il che li rendeva il luogo ideale per la crescita del cotone. I molti porti commerciali presenti al sud consentivano di portare il cotone anche nelle aree più remote del paese. Negli anni '60 dell'Ottocento, le piantagioni del sud producevano da sole il 75% del cotone nel mondo, con commerci da Houston, New Orleans, Charleston, Mobile, Savannah e altri porti.
L'insaziabile richiesta europea di cotone si poneva come il risultato della rivoluzione industriale che aveva creato il modo attraverso particolari macchinari di lavorare il cotone grezzo e trasformarlo in vestiti e tessuti meno costosi di quelli prodotti a mano. Gli europei da soli passarono a comprare da 720.000 balle del 1830 a 2.850.000 di balle di cotone nel 1850, sino a quasi 5.000.000 nel 1860. La produzione del cotone richiedeva ovviamente il lavoro degli schiavi per essere economica, in particolare dopo che il commercio del tabacco era entrato in declino alla fine del XVIII secolo. Più cotone veniva coltivato, più schiavi erano necessari per lavorare la terra e coordinare la raccolta del prodotto. Nel 1860, all'alba della guerra di secessione americana, il cotone costituiva quasi il 60% delle esportazioni totali degli Stati Uniti, per un valore di quasi 200.000.000 di dollari annui.
Il ruolo centrale del cotone nell'economia nazionale e la sua importanza a livello internazionale portò il senatore James Henry Hammond della Carolina del sud a fare nel 1858 la famosa dichiarazione:
I capi della Confederazione fecero ogni sforzo per far propendere i governi europei verso la causa dei confederati, inviando diplomatici ufficiosi come James Mason e John Slidell, ma nessuno stato contrariamente a quanto i confederati pensavano pensò di riconoscere ufficialmente gli stati del sud.

## La posizione britannica
Quando scoppiò la guerra, il popolo dei confederati, agendo spontaneamente e senza la direzione del governo, decise di non esportare più il cotone all'estero così da mettere in pratica effettivamente la teoria del King Cotton. Se l'Inghilterra fosse ad ogni modo intervenuta contro questo blocco scendendo a compromessi con la Confederazione per tutelare i propri interessi economici, questo avrebbe voluto dire scendere in guerra contro gli stati dell'Unione a nord e perdere il mercato americano, i rifornimenti di grano che giungevano dal nord America, porre a rischio il Canada e gran parte della marina mercantile inglese. Oltre a questo, nella primavera del 1861, i magazzini europei erano pieni di cotone e pertanto sembrava non dovessero esserci rischi per un possibile calo delle importazioni dall'America. L'Union impose un blocco navale, chiudendo tutti i porti confederati al traffico commerciale ordinario; di conseguenza, i profitti del sud dal commercio calarono del 95%. Ad ogni modo, parte del cotone continuò ad essere commerciato grazie a dei violatori di blocco attraverso il Messico. La diplomazia del cotone, avocata dai diplomatici confederati James M. Mason e John Slidell, si risolse in un fallimento totale dal momento che non solo i confederati non riuscirono a commerciare il loro cotone, ma l'economia inglese era così robusta da assorbire i colpi della depressione dell'industria tessile del 1862–64.
Man mano che le armate nordiste avanzavano nelle regioni del sud nel 1862, l'esercito unionista requisì tutto il cotone possibile e lo inviò alle tessiture del nord o lo vendette in Europa. Nel frattempo, la produzione del cotone incrementò in India del 70% come pure in Egitto. Tra il 1860 ed il 1870, la produzione annuale del brasile aumentò del 400%, cioè da 12.000 a 60.000 tonnellate.

## Economia
Quando la guerra scoppiò i confederati si rifiutarono di permettere le esportazioni di cotone verso l'Europa. L'idea era che questa diplomazia del cotone avrebbe costretto gli stati europei dipendenti dal cotone americano a intervenire nella guerra civile americana. Ad ogni modo, gli stati europei non intervennero e seguirono la decisione del presidente nordista Abraham Lincoln di imporre un blocco navale che distrusse l'economia del sud e le sue esportazioni. La produzione di cotone incrementò in altre parti del mondo, come ad esempio in India ed in Egitto, per far fronte alla domanda e pertanto nuovi profitti vennero tratti ad esempio nel campo cotoniero dalla conquista russa dell'Asia centrale (odierno Uzbekistan). Un giornale di proprietà britannica, il The Standard di Buenos Aires, in cooperazione con la Manchester Cotton Supply Association riuscì ad incoraggiare i coltivatori argentini ad incrementare significativamente la produzione di cotone nel paese e ad esportarlo verso il Regno Unito.
Alla fine, l'idea del "King Cotton" diede prova di essere una delusione che colpì innanzitutto la Confederazione e la bloccò in una guerra senza speranza che si concluse in una perdita totale.